# Christian Capone
Christian Capone (Vigevano, 28 aprile 1999) è un calciatore italiano, attaccante del Trento.

## Caratteristiche tecniche
È un'ala sinistra, dinamica, che può agire anche sulla fascia opposta, può essere impiegato come seconda punta, oppure da trequartista. Si dimostra abile tecnicamente, possiede una buona rapidità nello stretto, e fa della corsa e soprattutto del dribbling le sue armi principali.

## Carriera

### Club
Cresciuto calcisticamente nelle giovanili dell'Atalanta, il 30 novembre 2016 ha esordito in prima squadra con la Dea nel match di Coppa Italia vinto per 3-0 in casa contro il Pescara. Con la primavera nel marzo 2017, disputa un ottimo Torneo di Viareggio 2017, (realizzando quattro reti in cinque partite).
Nell'estate 2017 viene preso in prestito dal Pescara. Il 16 settembre successivo sigla la sua prima rete in maglia biancoazzurra nel 2-2 in trasferta contro la Salernitana. Chiude la sua annata realizzando 6 reti. Nell'estate 2018 viene rinnovato il prestito per un'altra stagione con la squadra abruzzese. La seconda stagione con gli abruzzesi si rivela però più sfortunata, anche a causa di un infortunio al piede accorsogli nell'ottobre 2018:: l'attaccante colleziona solo 12 presenze e segnando 2 gol.
Concluso il prestito con gli abruzzesi, il 13 luglio 2019 viene ceduto in prestito al Perugia. Il 1º dicembre successivo, segna la sua prima rete con la maglia del grifone, nella partita vinta per 3-1 in casa contro il Pescara sua (ex squadra).
Il 23 settembre 2020 viene ceduto nuovamente in prestito al Pescara ma ad ottobre risulta positivo al COVID-19 e quindi torna disponibile solo da novembre.
Il 27 luglio 2021 viene ceduto in prestito alla Ternana. Debutta in rossoverde al 70º minuto della quarta giornata contro il Monza, andando in rete poi all'ultimo minuto della partita, terminata 1-1.
Il 3 agosto 2022 viene ceduto in prestito al Südtirol.
Dopo avere trovato poco spazio con i tirolesi il prestito viene rescisso il 5 gennaio 2023, e contestualmente viene ceduto di nuovo a titolo temporaneo, questa volta alla Reggiana.Con gli emiliani conquista la promozione in serie B, ma a fine stagione rientra all'Atalanta, che lo aggrega alla neonata selezione Under 23, esordiente in serie C. Il 24 ottobre 2023 segna la prima rete con la selezione bergamasca nel successo per 3-2 in casa del Novara. 
Il 30 agosto 2024 passa al LR Vicenza.

### Nazionale
Compie tutta la trafila delle nazionali giovanili italiane, ha esordito con la nazionale Under-21 il 25 maggio 2018, nella partita amichevole persa 3-2 contro il Portogallo a Estoril. Pochi giorni più tardi sigla la rete del pareggio nell'amichevole finita 1-1 contro la Francia.
Con la nazionale Under-20 italiana nel maggio 2019, ha preso parte al Campionato mondiale di calcio Under-20 2019 di categoria.

## Statistiche

### Presenze e reti nei club
Statistiche aggiornate al 28 maggio 2025.
| Stagione        | Squadra         | Campionato      | Campionato | Campionato | Coppe nazionali | Coppe nazionali | Coppe nazionali | Coppe continentali | Coppe continentali | Coppe continentali | Altre coppe | Altre coppe | Altre coppe | Totale | Totale |
| Stagione        | Squadra         | Comp            | Pres       | Reti       | Comp            | Pres            | Reti            | Comp               | Pres               | Reti               | Comp        | Pres        | Reti        | Pres   | Reti   |
| --------------- | --------------- | --------------- | ---------- | ---------- | --------------- | --------------- | --------------- | ------------------ | ------------------ | ------------------ | ----------- | ----------- | ----------- | ------ | ------ |
| 2016-2017       | Atalanta        | A               | 0          | 0          | CI              | 1               | 0               | -                  | -                  | -                  | -           | -           | -           | 1      | 0      |
| 2017-2018       | Pescara         | B               | 24         | 6          | CI              | 2               | 1               | -                  | -                  | -                  | -           | -           | -           | 26     | 7      |
| 2018-2019       | Pescara         | B               | 12         | 0          | CI              | 0               | 0               | -                  | -                  | -                  | -           | -           | -           | 12     | 0      |
| 2019-2020       | Perugia         | B               | 20+1       | 2+0        | CI              | 3               | 0               | -                  | -                  | -                  | -           | -           | -           | 24     | 2      |
| 2020-2021       | Pescara         | B               | 20         | 1          | CI              | 2               | 0               | -                  | -                  | -                  | -           | -           | -           | 22     | 1      |
| Totale Pescara  | Totale Pescara  | Totale Pescara  | 56         | 7          |                 | 4               | 1               |                    | -                  | -                  |             | -           | -           | 60     | 8      |
| 2021-2022       | Ternana         | B               | 17         | 1          | CI              | 1               | 0               | -                  | -                  | -                  | -           | -           | -           | 18     | 1      |
| 2022-gen. 2023  | Südtirol        | B               | 4          | 0          | CI              | -               | -               | -                  | -                  | -                  | -           | -           | -           | 4      | 0      |
| gen.-giu. 2023  | Reggiana        | C               | 9          | 0          | CI+CI-C         | -               | -               | -                  | -                  | -                  | SC-C        | 2           | 0           | 11     | 0      |
| 2023-2024       | Atalanta U23    | C               | 30+4       | 4+0        | CI-C            | 1               | 0               | -                  | -                  | -                  | -           | -           | -           | 35     | 4      |
| 2024-2025       | Vicenza         | C               | 27         | 2          | CI-C            | 1               | 1               | -                  | -                  | -                  | -           | -           | -           | 28     | 3      |
| Totale carriera | Totale carriera | Totale carriera | 163+5      | 16         |                 | 11              | 2               |                    | -                  | -                  |             | 2           | 0           | 181    | 18     |

### Cronologia presenze e reti in nazionale
| Cronologia completa delle presenze e delle reti in nazionale ― Italia under 21 | Cronologia completa delle presenze e delle reti in nazionale ― Italia under 21 | Cronologia completa delle presenze e delle reti in nazionale ― Italia under 21 | Cronologia completa delle presenze e delle reti in nazionale ― Italia under 21 | Cronologia completa delle presenze e delle reti in nazionale ― Italia under 21 | Cronologia completa delle presenze e delle reti in nazionale ― Italia under 21 | Cronologia completa delle presenze e delle reti in nazionale ― Italia under 21 | Cronologia completa delle presenze e delle reti in nazionale ― Italia under 21 |
| Data                                                                           | Città                                                                          | In casa                                                                        | Risultato                                                                      | Ospiti                                                                         | Competizione                                                                   | Reti                                                                           | Note                                                                           |
| ------------------------------------------------------------------------------ | ------------------------------------------------------------------------------ | ------------------------------------------------------------------------------ | ------------------------------------------------------------------------------ | ------------------------------------------------------------------------------ | ------------------------------------------------------------------------------ | ------------------------------------------------------------------------------ | ------------------------------------------------------------------------------ |
| 25-5-2018                                                                      | Estoril                                                                        | Portogallo under 21                                                            | 3 – 2                                                                          | Italia under 21                                                                | Amichevole                                                                     | -                                                                              | 55’                                                                            |
| 29-5-2018                                                                      | Besançon                                                                       | Francia under 21                                                               | 1 – 1                                                                          | Italia under 21                                                                | Amichevole                                                                     | 1                                                                              | 76’                                                                            |
| Totale                                                                         |                                                                                | Presenze                                                                       | 2                                                                              |                                                                                | Reti                                                                           | 1                                                                              |                                                                                |

| Cronologia completa delle presenze e delle reti in nazionale ― Italia under 20 | Cronologia completa delle presenze e delle reti in nazionale ― Italia under 20 | Cronologia completa delle presenze e delle reti in nazionale ― Italia under 20 | Cronologia completa delle presenze e delle reti in nazionale ― Italia under 20 | Cronologia completa delle presenze e delle reti in nazionale ― Italia under 20 | Cronologia completa delle presenze e delle reti in nazionale ― Italia under 20 | Cronologia completa delle presenze e delle reti in nazionale ― Italia under 20 | Cronologia completa delle presenze e delle reti in nazionale ― Italia under 20 |
| Data                                                                           | Città                                                                          | In casa                                                                        | Risultato                                                                      | Ospiti                                                                         | Competizione                                                                   | Reti                                                                           | Note                                                                           |
| ------------------------------------------------------------------------------ | ------------------------------------------------------------------------------ | ------------------------------------------------------------------------------ | ------------------------------------------------------------------------------ | ------------------------------------------------------------------------------ | ------------------------------------------------------------------------------ | ------------------------------------------------------------------------------ | ------------------------------------------------------------------------------ |
| 6-9-2018                                                                       | Łódź                                                                           | Polonia under 20                                                               | 0 – 3                                                                          | Italia under 20                                                                | Elite League Under-20                                                          | -                                                                              | 46’                                                                            |
| 21-3-2019                                                                      | Busto Arsizio                                                                  | Italia under 20                                                                | 0 – 1                                                                          | Rep. Ceca under 20                                                             | Elite League Under-20                                                          | -                                                                              |                                                                                |
| 25-3-2019                                                                      | Kriens                                                                         | Svizzera under 20                                                              | 3 – 0                                                                          | Italia under 20                                                                | Elite League Under-20                                                          | -                                                                              | 46’                                                                            |
| 23-5-2019                                                                      | Danzica                                                                        | Messico under 20                                                               | 1 – 2                                                                          | Italia under 20                                                                | Mondiali Under-20 2019 - Fase a gironi                                         | -                                                                              | 78’                                                                            |
| 26-5-2019                                                                      | Bydgoszcz                                                                      | Ecuador under 20                                                               | 0 – 1                                                                          | Italia under 20                                                                | Mondiali Under-20 2019 - Fase a gironi                                         | -                                                                              | 83’ 87’                                                                        |
| 29-5-2019                                                                      | Bydgoszcz                                                                      | Italia under 20                                                                | 0 – 0                                                                          | Giappone under 20                                                              | Mondiali Under-20 2019 - Fase a gironi                                         | -                                                                              |                                                                                |
| 2-6-2019                                                                       | Gdynia                                                                         | Italia under 20                                                                | 1 – 0                                                                          | Polonia under 20                                                               | Mondiali Under-20 2019 - Ottavi di finale                                      | -                                                                              | 69’                                                                            |
| 11-6-2019                                                                      | Gdynia                                                                         | Ucraina under 20                                                               | 1 – 0                                                                          | Italia under 20                                                                | Mondiali Under-20 2019 - Semifinale                                            | -                                                                              | 75’                                                                            |
| 14-6-2019                                                                      | Gdynia                                                                         | Italia under 20                                                                | 0 – 1 dts                                                                      | Ecuador under 20                                                               | Mondiali Under-20 2019 - Finale 3º-4º posto                                    | -                                                                              | 89’                                                                            |
| 5-9-2019                                                                       | Caldiero                                                                       | Italia under 20                                                                | 2 – 0                                                                          | Polonia under 20                                                               | Elite League Under-20                                                          | 1                                                                              |                                                                                |
| Totale                                                                         |                                                                                | Presenze                                                                       | 10                                                                             |                                                                                | Reti                                                                           | 1                                                                              |                                                                                |

## Palmarès

### Club

#### Competizioni giovanili
- Campionato Nazionale Under-17: 1

Atalanta: 2015-2016
- Supercoppa Under-17: 1

Atalanta: 2015-2016
- Torneo Internazionale Città di Gradisca - Trofeo Nereo Rocco: 1

Atalanta: 2016

#### Competizioni nazionali
- Serie C: 1

Reggiana: 2022-2023 (girone B)